# Michael Cusack (animador)
Michael R. Cusack (Dapto, Wollongong, Nueva Gales del Sur, Australia, 25 de octubre de 1990) es un animador, actor de doblaje, fotógrafo, escritor, director y productor australiano. Es cocreador y coprotagonista, junto con su colega animador Zach Hadel, de la serie animada de Adult Swim, Smiling Friends, y creador y protagonista de YOLO y Koala Man.

## Vida y carrera
Cusack nació en Dapto, un suburbio de la ciudad australiana de Wollongong. Creció viendo South Park, Los Simpson y Futurama. Se interesó en la animación cuando tenía 20 años y aprendió por sí mismo Adobe Flash usando tutoriales en Internet. Cusack subió su contenido a su canal de YouTube y cuenta de Newgrounds. Cusack comenzó a colaborar con Hadel, primero en línea y luego en persona, cuando Cusack viajó para encontrarse con él en Burbank, California, Estados Unidos. Cusack también es conocido por crear e interpretar al personaje ficticio Lucas el Magnífico, una parodia de New Atheist "neckbeards", en videos de acción en vivo de YouTube y en Twitter, a partir de 2014.
Con Studio Yotta, Cusack animó un episodio de parodia de Rick y Morty, Bushworld Adventures, que se emitió en Adult Swim el Día de los Inocentes de 2018. El éxito de Bushworld Adventures llevó a Cusack a crear YOLO: Crystal Fantasy y Smiling Friends para la red, además de convertirse en colaborador del creador de Rick and Morty, Justin Roiland, prestando su voz a los personajes de su videojuego High on Life y la película para el especial de televisión The Paloni Show Halloween.

## Filmografía

### Películas
| Año  | Película                            | Director | Guionista | Productor | Animador | Reparto | Compositor | Notas                                      |
| ---- | ----------------------------------- | -------- | --------- | --------- | -------- | ------- | ---------- | ------------------------------------------ |
| 2016 | All Night Gaming                    | ✓        | ✓         | ✓         | ✓        | ✓       | ✓          |                                            |
| 2018 | Shrek Retold                        | -        | -         | -         | ✓        | ✓       | -          | Vocaliza a un burro.                       |
| 2022 | The Paloni Show! Halloween Special! | -        | -         | -         | ✓        | ✓       | -          | Vocaliza a Nugget (Un arroyo calle abajo). |

### Televisión
| Año       | Serie                  | Director | Guionista | Productor | Animador | Reparto | Compositor | Notas                                                                           |
| --------- | ---------------------- | -------- | --------- | --------- | -------- | ------- | ---------- | ------------------------------------------------------------------------------- |
| 2012      | YOLO (corto)           | ✓        | ✓         | ✓         | ✓        | ✓       | -          | Corto animado creada por él sobre 2 chicas que salen a discotecas.              |
| 2014      | TripTank               | ✓        | ✓         | -         | ✓        | -       | -          | Sólo en episodio 4 de temporada 1 (The Green)                                   |
| 2014      | YOLO 2 (corto)         | ✓        | ✓         | ✓         | ✓        | ✓       | -          | Corto animado creada por él sobre 2 chicas que continúan en discotecas.         |
| 2017      | The Slot               | -        | -         | -         | -        | ✓       | -          | Serie relacionadA con youtubers de Australia. Aparece como él en 1 episodio.    |
| 2018      | Bushworld Adventures   | ✓        | ✓         | ✓         | ✓        | ✓       | ✓          | Parodia del Día de los Inocentes de Rick y Morty.                               |
| 2018      | Fresh Blood: Koala Man | ✓        | ✓         | -         | -        | ✓       | -          | Piloto original Temporada 2 Episodio 1 transmitido por ABC Comedy en Australia. |
| 2019      | Gemusetto Machu Picchu | -        | -         | -         | -        | ✓       | -          | Voz de Cobie en un solo episodio.                                               |
| 2020      | YOLO: Crystal Fantasy  | ✓        | ✓         | ✓         | ✓        | ✓       | -          | Serie creada por él.                                                            |
| 2022-act. | Smiling Friends        | ✓        | ✓         | ✓         | ✓        | ✓       | -          | Serie creada por él.                                                            |
| 2022      | Emojitown              | -        | -         | -         | -        | ✓       | -          | Voz de hombre en pánico en episodios 20 y 22, temporada 1.                      |
| 2022      | Doomlands              | -        | -         | -         | -        | ✓       | -          | Voz de guía turístico en episodio 10, temporada 1.                              |
| 2022      | Fruit Salad            | -        | -         | -         | -        | ✓       | -          | Voz de End Goblin en episodio 8, temporada 1.                                   |
| 2023-act. | Koala Man              | -        | ✓         | ✓         | ✓        | ✓       | -          | Serie creada por él.                                                            |
| 2023-act. | YOLO: Silver Destiny   | ✓        | ✓         | ✓         | ✓        | ✓       | -          | Serie creada por él.                                                            |

### Videojuegos
| Año  | Título       | Rol      | Notas          |
| ---- | ------------ | -------- | -------------- |
| 2022 | High on Life | Cuchillo | Doblaje de Voz |

### Web
| Año       | Título                               | Rol                  | Notas                                                   |
| --------- | ------------------------------------ | -------------------- | ------------------------------------------------------- |
| 2012      | Question for Ted (Pregunta para Ted) | Varios personajes    | Serie de YouTube; 2 episodios.                          |
| 2013–2015 | Weedheads (cabezas de malezas)       | Varios personajes    | Serie de YouTube; 2 episodios.                          |
| 2014–2016 | Damo and Darren                      | Damo, Darren y otros | Serie de YouTube; 5 episodios.                          |
| 2018      | OneyPlays                            | Él mismo             | Invitado; 1 episodios.                                  |
| 2019      | The Cyanide & Happiness Show         | Aladdin              | 1 episodio.                                             |
| 2020      | Smiling Friends: Free Draw           | Él mismo             | Invitado especial en el canal de YouTube de Adult Swim. |
| 2022      | The Official Podcast                 | Él mismo             | Invitado a Podcast.                                     |
| 2022      | The Create Unknown                   | Él mismo             | Invitado a Podcast.                                     |
| 2023      | Helluva Boss                         | Mammon               | Serie de YouTube; 1 episodio.                           |